# Арсенид магния
Арсенид магния — бинарное неорганическое соединение
магния и мышьяка с формулой Mg3As2,
буро-красные кристаллы,
реагирует с водой.

## Получение
- Нагревание чистых веществ в вакууме:

{\displaystyle {\mathsf {3Mg+2As\ {\xrightarrow {700^{o}C}}\ Mg_{3}As_{2}}}}

## Физические свойства
Арсенид магния образует буро-красные кристаллы
кубической сингонии,
пространственная группа I a3,
параметры ячейки a = 1,2355 нм, Z = 16.
При температуре 1000-1100°С происходит переход в фазу
тригональной сингонии,
пространственная группа P 3m1,
параметры ячейки a = 0,4264 нм, c = 0,6738 нм, Z = 1.